# Sool (album)
Sool è un album in studio della musicista e disc jockey tedesca Ellen Allien, pubblicato nel 2008.

## Tracce
1. Einsteigen – 3:08
2. Caress – 4:29
3. Bim – 5:30
4. Sprung – 4:59
5. Elphine – 4:48
6. Zauber – 4:44
7. Its – 6:43
8. Ondu – 4:26
9. Frieda – 4:29
10. MM – 4:51
11. Out – 4:44